# Bananenfrauen

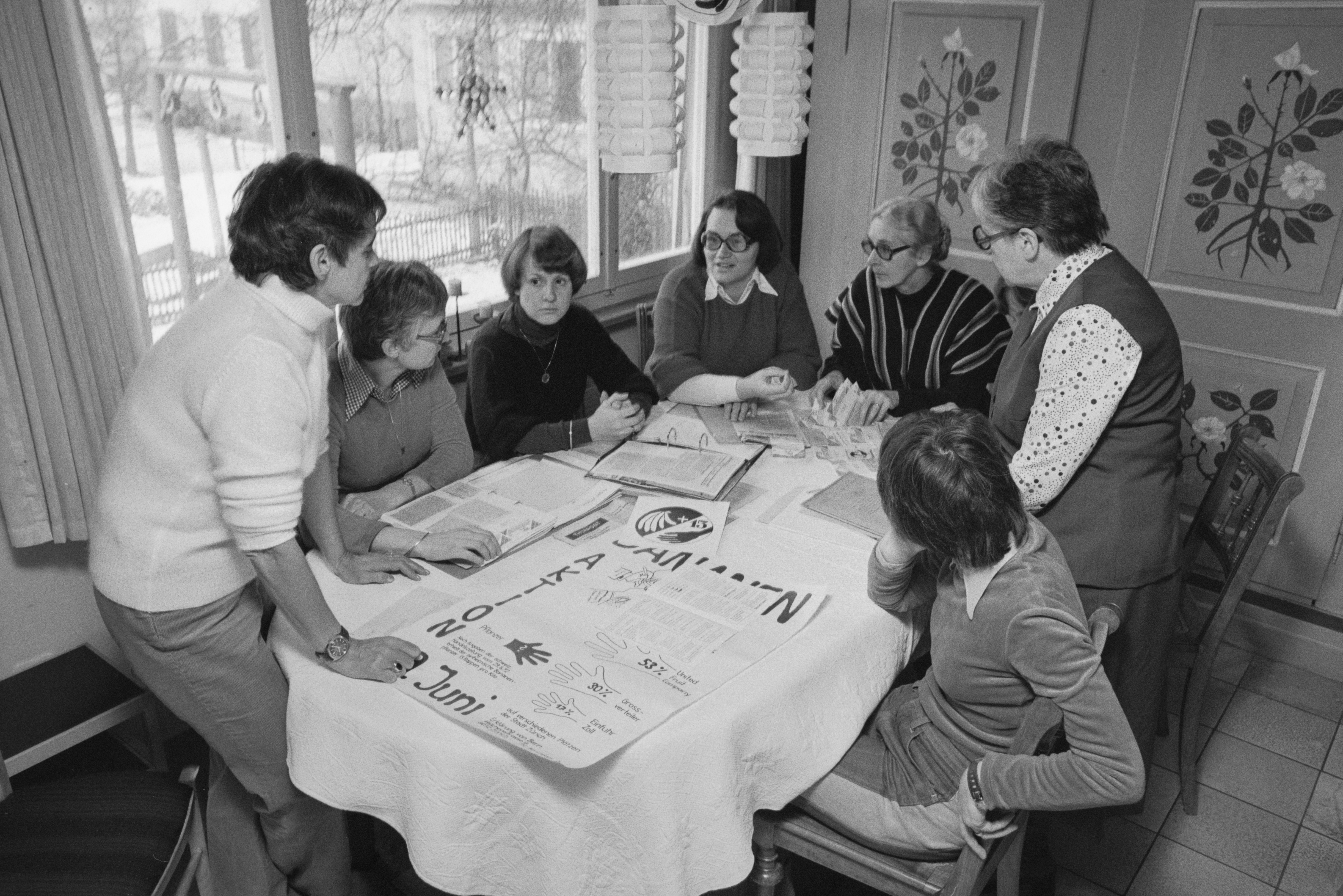
Die «Bananenfrauen» besprechen 1977 eine Bananenaktion in Frauenfeld

Die Bananenfrauen, initiiert von der Pfarrfrau und Thurgauer Grossrätin Ursula Brunner, waren eine Gruppe von Frauen in Frauenfeld (Schweiz), die unter der Prämisse der Gerechtigkeit einen Mehrpreis für Bananen zugunsten der Bananenproduzenten in Entwicklungsländern (besonders in Nicaragua) durchsetzten. Aus dieser Bewegung ging Ende der 1980er-Jahre der schweizerische Fairhandelsimporteur gebana hervor.

## Geschichte
Unter dem Motto der Frage „Warum ist eine Banane billiger als ein Apfel?“ sensibilisierten die Bananenfrauen ab den 1970er Jahren die Öffentlichkeit für die Problematik des Welthandels und die sozialen und ökologischen Missstände im Bananenanbau. Sie forderten von den Schweizer Detailhandelsketten, v. a. der Migros, einen Aufpreis auf Bananen, welcher den Produzenten zugutekommen sollte.
Die Bananenfrauen verkauften zunächst „konventionelle“ Chiquita-Bananen mit einem Aufpreis, der sozialen Projekten in den Herkunftsländern zufloss. Ihre Bananen markierten sie ab 1973 mit einem Symbol, einem Aufkleber mit einer schwarzen Hand. Sie waren somit Vorreiterinnen einer Entwicklung, die zum Fairtrade-Gütesiegel führte. Später importierten sie selbst Bananen aus Nicaragua („Nicas“) und führten die Kampagne „Nicas statt Chiquitas“ ein. Die Bananenfrauen gelten als Wegbereiterinnen des „Fairen Handels“ in der Schweiz.
Mit der Gründung der Max-Havelaar-Stiftung (Schweiz) und der Einführung zertifizierter fair gehandelter Bananen in den großen Detailhandelsketten 1997 empfanden sich die Bananenfrauen als „überflüssig“. Ihr Wirken lebte in der 1988 gegründeten Nachfolgeorganisation Arbeitsgemeinschaft gerechter Bananenhandel (gebana) und dem ihr angeschlossenen Verein gebana/terrafair fort. 1998 wurde die Arbeitsgemeinschaft von einer Züricher Aktiengesellschaft übernommen, die fairen Handel mit Bio-Soja aus Brasilien und anderen Landwirtschaftsprodukten aus dem globalen Süden betreibt.

## Ausstellung
Mit dem Titel hartnäckig & unverfroren: Bananenfrauen fand 2013/2014 eine Jubiläumsausstellung in der Stadtgalerie Baliere in Frauenfeld statt.